# Tunnel Hill
Tunnel Hill é uma cidade localizada no estado americano de Geórgia, no Condado de Whitfield.

## Demografia
Segundo o censo americano de 2000, a sua população era de 1209 habitantes.
Em 2006, foi estimada uma população de 1089, um decréscimo de 120 (-9.9%).

## Geografia
De acordo com o United States Census Bureau tem uma área de 3,9 km², dos quais 3,9 km² cobertos por terra e 0,0 km² cobertos por água. Tunnel Hill localiza-se a aproximadamente 275 m acima do nível do mar.

## Localidades na vizinhança
O diagrama seguinte representa as localidades num raio de 20 km ao redor de Tunnel Hill.